# 梅达
梅达（義大利語：Meda），是意大利蒙萨和布里安萨省的一个市镇。总面积8.33平方公里，人口23044人，人口密度2766.4人/平方公里（2009年）。ISTAT代码为015138。